# Cantón de Quintin
El cantón de Quintin era una división administrativa francesa, que estaba situada en el departamento de Costas de Armor y la región de Bretaña.

## Composición
El cantón estaba formado por ocho comunas:
- Le Fœil
- Le Leslay
- Le Vieux-Bourg
- Plaine-Haute
- Quintin
- Saint-Bihy
- Saint-Brandan
- Saint-Gildas

## Supresión del cantón de Quintin
En aplicación del Decreto n.º 2014-150 de 13 de febrero de 2014, el cantón de Quintin fue suprimido el 22 de marzo de 2015 y sus 8 comunas pasaron a formar parte del nuevo cantón de Plélo.